# Ewen Szemu’el
Ewen Szemu’el (hebr.: אבן שמואל) – wieś położona w samorządzie regionu Szafir, w Dystrykcie Południowym, w Izraelu.
Leży w północno-zachodniej części pustyni Negew w okolicach miasta Kirjat Gat.

## Historia
Wioskę założono w 1956.